# Walter A. Starck
Walter Albert Starck II (* 23. März 1939 in Miami, Florida) ist ein US-amerikanischer Meeresbiologe, Ichthyologe, Korallenriffexperte und Unterwasserfotograf.

## Leben
Während seines Grundstudiums im Jahr 1958 begann Starck mit einer zehnjährigen Langzeitstudie über die Ichthyofauna des Alligator Reef in den Florida Keys. 1964 wurde er mit der Dissertation A contribution to the biology of the gray snapper: Lutjanus Griseus (Linnaeus), in the vicinity of lower Matecumbe Key, Florida zum Ph.D. an der University of Miami promoviert. Im selben Jahr entwickelte er eine optische Schnittstelle, die universell in der Weitwinkel-Unterwasserfotografie eingesetzt wird. 1968 wirkte er bei der Entwicklung einer Elektrolunge, dem ersten elektronisch geregelten Mischgas-Tauchgerät mit geschlossenem Kreislauf, mit.
Starck nahm an zahlreichen meeresbiologischen Expeditionen auf der gesamten Welt teil, darunter zu den Bahamas, in die Karibik, ins Mittelmeer, dem Indischen Ozean sowie in den westlichen und östlichen tropischen Pazifik. 1978 ließ er sich im äußersten Norden von Queensland, Australien, nieder. Von dort aus begann er seine zehnjährige Forschungsarbeit im Great Barrier Reef. Starck ist Gründer und Redakteur der Website The Golden Dolphin, wo viele seiner wissenschaftlichen Arbeiten, redaktionellen Beiträge, Blogs und andere Arbeiten erhältlich sind.
Er veröffentlichte zahlreiche Schriften über Korallenriffe, Fische, Fischmanagement, Meeresschutzgebiete, Klimawandel, Umweltschutz und andere Themen.
1966 gab er in Koautorenschaft mit Paul Brundza das Buch The Art of Underwater photography heraus. 1968 erschien seine Arbeit List of Fishes of Alligator Reef Florida, in der 517 Arten erwähnt werden, von denen 45 erstmals für die Region nachgewiesen wurden und acht bis dato unbeschrieben waren.

## Dedikationsnamen
Nach Starck sind die Fischarten Chrysiptera starcki (Allen, 1973), Hoplolatilus starcki Randall & Dooley, 1974, Starksia starcki Gilbert, 1971, die Faltenmuschelart Dimyella starcki D. R. Moore, 1970 sowie die Zehnfußkrebsart Paguristes starcki Provenzano, 1965 benannt.

## Erstbeschreibungen von Walter A. Starck
- Chaetodon burgessi Allen & Starck, 1973
- Ecsenius midas Starck, 1969
- Gramma linki Starck & Colin, 1978
- Liopropoma eukrines (Starck & Courtenay, 1962)
- Plectranthias garrupellus Robins & Starck, 1961
- Pseudanthias engelhardi (Allen & Starck, 1982)
- Sanopus astrifer (Robins & Starck, 1965)
- Sanopus johnsoni Collette & Starck, 1974
- Sanopus splendidus Collette, Starck & Phillips, 1974
- Serranus chionaraia Robins & Starck, 1961
- Serranus maytagi Robins & Starck, 1961

## Schriften (Auswahl)
- Report on the scientific results of the Edwin J. Gould-University of Miami Marine Laboratory Expedition to New Zealand, April, 1960
- The Art of Underwater photography, 1966
- Ecsenius (Anthiiblennius) midas a new subgenus and species of mimic blenny from the western Indian Ocean, 1969
- Investigations on the gray snapper, Lutjanus griseus, 1971
- Atlas to accompany Distribution and relative abundance of billfishes (Istiophoridae) of the Indian Ocean, 1975
- Distribution and relative abundance of billfishes (Istiophoridae) of the Indian Ocean, 1975
- The Blue Reef: A report from beneath the sea: the adventures and observations of Walter Starck, marine biologist and authority on sharks, at Enewetak Atoll, a coral reef in the South Pacific, 1979
- ‘Threats’ to the Great Barrier Reef, 2005

## Filmographie
- Killers of the Great Barrier Reef; King of the Underwater World, 1975
- Nature’s richest realm: Exploring Australia’s Great Barrier Reef, 1990
- Beige Reef, 2019